# Sprattus sprattus
El espadín (Sprattus sprattus) es un pez clupeiforme de la familia Clupeidae propio de los mares europeos. Es un pez pequeño de escamas plateadas y carne blanquecina. Se encuentra principalmente en los mares que bañan el norte de Europa: el mar Báltico, el mar de Irlanda y el mar de las Hébridas, aunque también está presente en el Mediterráneo y el mar Negro.
Es un pez que se pesca para el consumo humano. Su carne contiene aproximadamente un 12% de grasa, y es muy nutritivo. Se pueden consumir ahumados, salados, fritos, asados, marinados y de muchas otras formas. Se pueden encontrar espadines en lata en muchos países del norte de Europa, especialmente en Irlanda, los países bálticos y escandinavos, Alemania, Polonia, Bielorrusia y Rusia. Suponen una exportación significativa de Letonia.

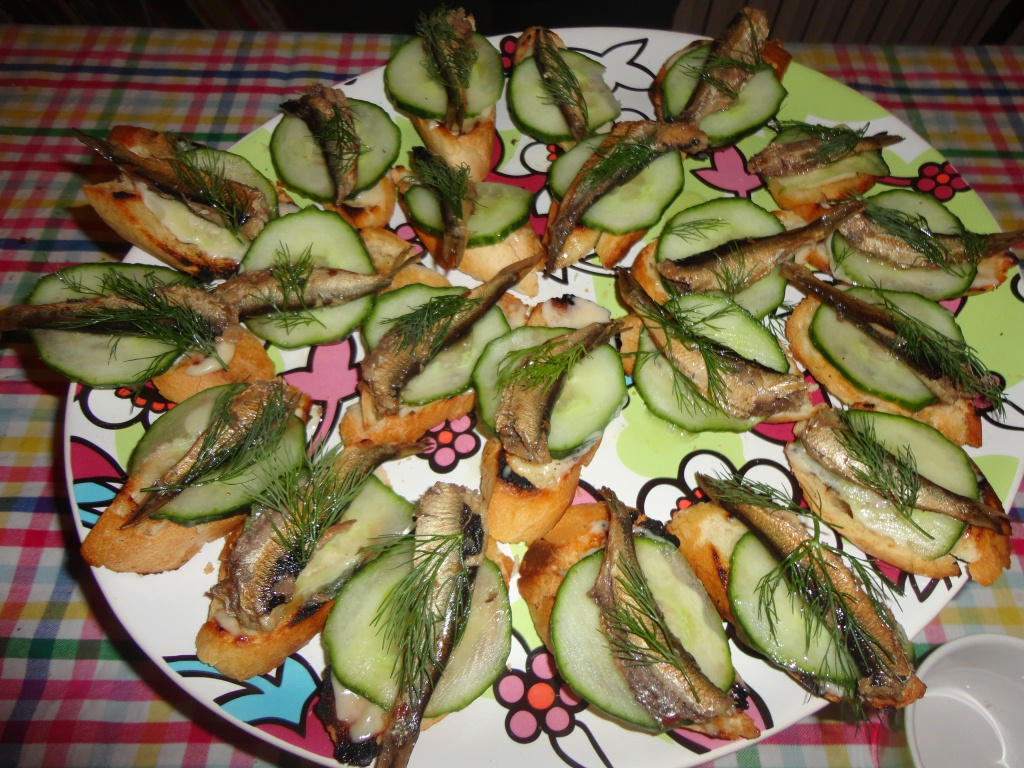
Canapés de espadín ahumado, entrante típico ruso.